# Zhongjianichthys rostratus
Zhongjianichthys rostratus (del chino Pez de Zhongjian) es una especie extinta de milokunmingido que vivió en el Cámbrico período, hace aproximadamente 530 millones de años. A veces es considerado como un pez temprano, y por lo tanto un antepasado de todos los vertebrados.

## Descripción
Los ojos están situados detrás del lóbulo antero-dorsal. Se carecía de Aletas, y tenía una piel gruesa. La aleta inferior es pequeña, y se amplia en la mayor parte de la longitud del cuerpo.

## Localización
Algunos ejemplares de Zhongjianichthys han sido encontrados en los esquistos Maotianshan del Cámbrico en China.